# 푸앵소 타원체

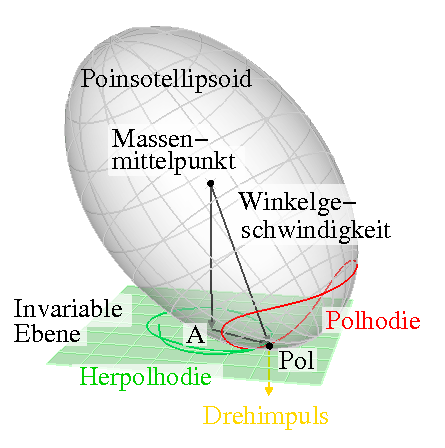

고전역학에서 푸앵소 타원체(Poinsot楕圓體, Poinsot ellipsoid)는 어떤 주어진 회전 운동 에너지를 가진 강체가 가질 수 있는 각속도의 집합이며, 각속도 공간에서 타원체를 이룬다. 여기에 각운동량 보존 법칙을 적용하면 강체의 운동 궤도를 알 수 있다. 프랑스의 물리학자 루이 푸앵소(Louis Poinsot)의 이름을 딴 것이다.

## 역사
프랑스의 수학자이자 물리학자였던 루이 푸앵소(Louis Poinsot, 1777–1859)가 1834년에 도입하였다.

## 정의
각속도 {\displaystyle {\boldsymbol {\omega }}}를 가진 강체를 생각하자. 그렇다면 강체의 회전 운동 에너지 {\displaystyle T}는 (관성 주축 좌표계에서)
{\displaystyle T={\frac {1}{2}}\omega _{1}^{2}I_{1}+{\frac {1}{2}}\omega _{2}^{2}I_{2}+{\frac {1}{2}}\omega _{3}^{2}I_{3}}
이다. 여기서 {\displaystyle {\boldsymbol {\omega }}=(\omega _{1},\omega _{2},\omega _{3})}은 각속도의 주축 성분이고,
{\displaystyle {\mathsf {I}}={\begin{pmatrix}I_{1}\\&I_{2}\\&&I_{3}\end{pmatrix}}}
은 강체의 관성 모멘트 텐서의 주축 성분이다. 강체가 외부 돌림힘을 받지 않으면 회전 운동 에너지는 보존된다. 따라서, 강체의 각속도는 주어진 회전 운동 에너지 {\displaystyle T}를 가지는 각속도 공간에서의 타원체에 국한되게 된다. 이를 푸앵소 타원체라고 한다. 푸앵소 타원체는 강체의 주축에 따라 정의되어 있으므로, 마치 강체에 붙어 있는 듯 강체의 회전에 따라 회전한다.
강체는 (외부 돌림힘이 없을 경우) 에너지뿐만 아니라 각운동량 {\displaystyle \mathbf {L} }도 보존한다.
{\displaystyle \mathbf {L} ={\mathsf {I}}\mathbf {\omega } }.
이에 따라, 회전 운동 에너지를 다음과 같이 쓸 수 있다.
{\displaystyle T={\frac {1}{2}}\mathbf {\omega } \cdot \mathbf {L} }.
따라서, 강체의 각속도는 위 식으로 정의된 어떤 평면에 국한되게 되는데, 이를 불변면(invariable plane) 또는 불변성면이라고 부른다. 불변면은 주축이 아니라 관성좌표계에서의 평면이다. 즉, 강체의 회전에 관계없이 절대적인 평면이다.
강체의 각속도는 따라서 푸앵소 타원체와 불변면의 교차선을 따라 움직이게 되고, 이로써 물체의 궤적을 계산할 수 있다.

## 같이 보기
- 강체
- 오일러 각
- 오일러 운동 방정식